# 9658 Імабарі
9658 Імабарі (9658 Imabari) — астероїд головного поясу, відкритий 28 лютого 1996 року.
Тіссеранів параметр щодо Юпітера — 3,495.